# Rafsbotn
Rafsbotn (samiska: Ráššvuotna; kvänska: Rässivuono) är en tätort i Alta kommun, Finnmark fylke i norra Norge. Tätorten hade 440 i invånarantal den 1 januari 2022.